# カール・ボドマー
カール・ボドマー（Karl Bodmer、Johann Carl Bodmerとも、1809年2月11日 - 1893年10月30日）はスイス生まれの版画家、イラストレーター画家である。1832年からのドイツの貴族で探検家、博物学者のマクシミリアン・ツー・ヴィート＝ノイヴィート (Maximilian zu Wied-Neuwied)の北米探検に参加し、ネイティブ・アメリカンや野生動物、風景などを描いた水彩画やスケッチは、ヨーロッパで出版され、有名になった。1843年にフランス国籍を得て、ジャン＝シャルル・ボドマー(Jean-Charles Bodmer）とも自称した。

## 略歴
チューリッヒの商人の息子に生まれた。13歳になった時から母親の兄弟のチューリッヒの風景画家、版画家のマイヤー(Johann Jakob Meyer: 1787-1858)から絵を学んだ 。1824年に、チューリッヒのリースバッハに移り、兄と観光客に風景版画などを出版する出版社を始めた。様々な風景画を描き、兄が版画にして出版し、ドイツで水彩画家として知られるようになった。北米の科学的探検旅行を計画していたドイツの貴族で探検家、博物学者のマクシミリアン・ツー・ヴィート＝ノイヴィートに北米の探検の博物画家、ハンターとして雇われることになった。
遠征隊は1832年5月7日にロッテルダムから小型船「ヤヌス」で出航し、28か月間の北アメリカ探検を実施した。メキシコ湾から、ミズーリ川、ミシシッピ川、オハイオ川を船で遡上し、各地で上陸し、内陸のネイティブ・アメリカンや動植物の調査を行った。ボドマーは、ネイティブ・アメリカンの衣装や風俗を描いた大量のスケッチ、水彩画を描き、それらはパリの出版社から出版されて、ヨーロッパ人のネイティブ・アメリカンのイメージを形成した。
ヨーロッパに戻りラインラントで2年間過ごした後、1836年にパリに移り、サロン・ド・パリに作品を出展した。1843年にフランス国籍を得た。パリではバルビゾン派の画家、テオドール・ルソーやジャン＝フランソワ・ミレーと親しくなり、1849年からはバルビゾンで風景画家として活動した。
1877年にレジオンドヌール勲章（シュヴァリエ）を受勲した。パリで没した。

## 作品

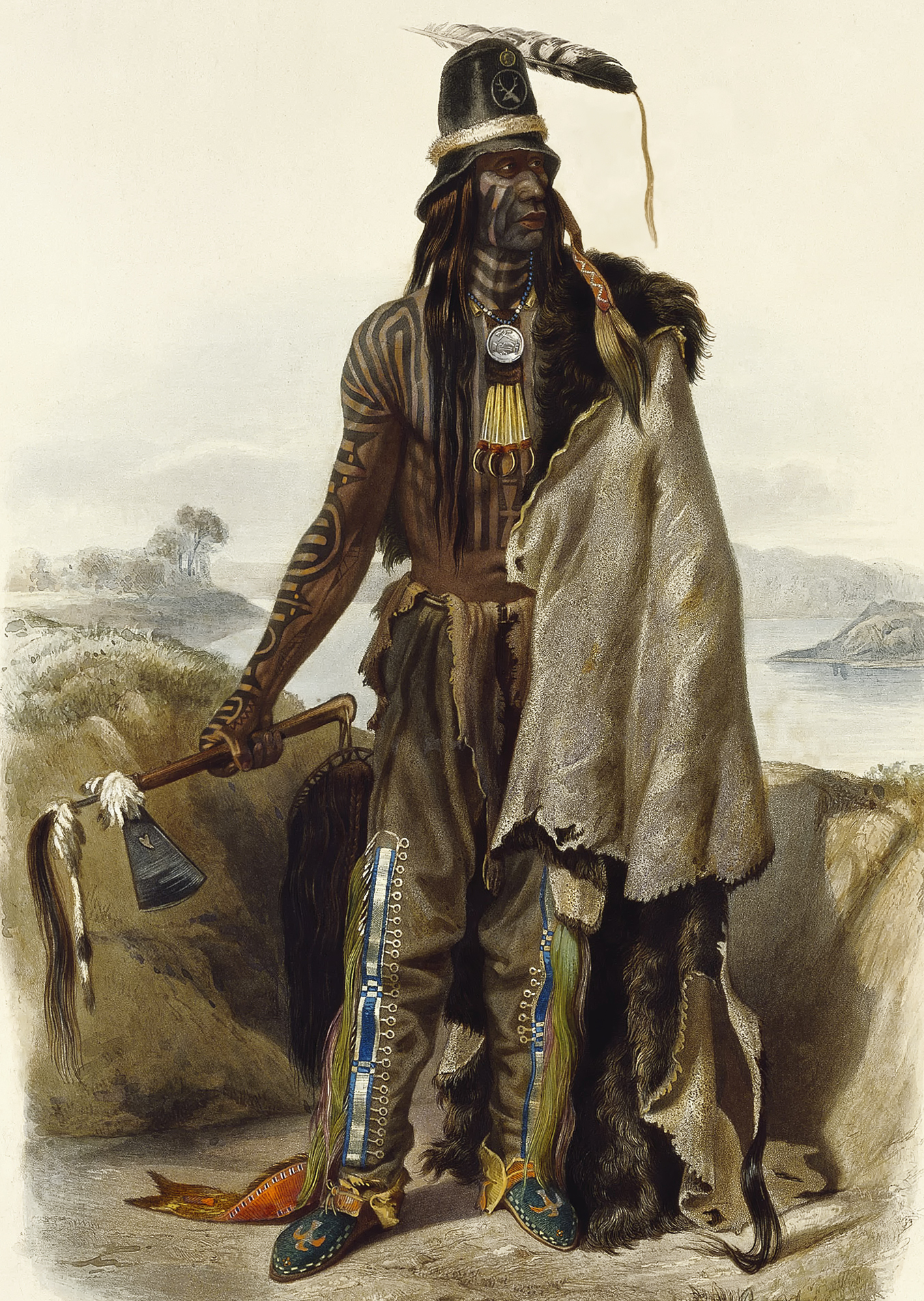
ヒダーツァ族
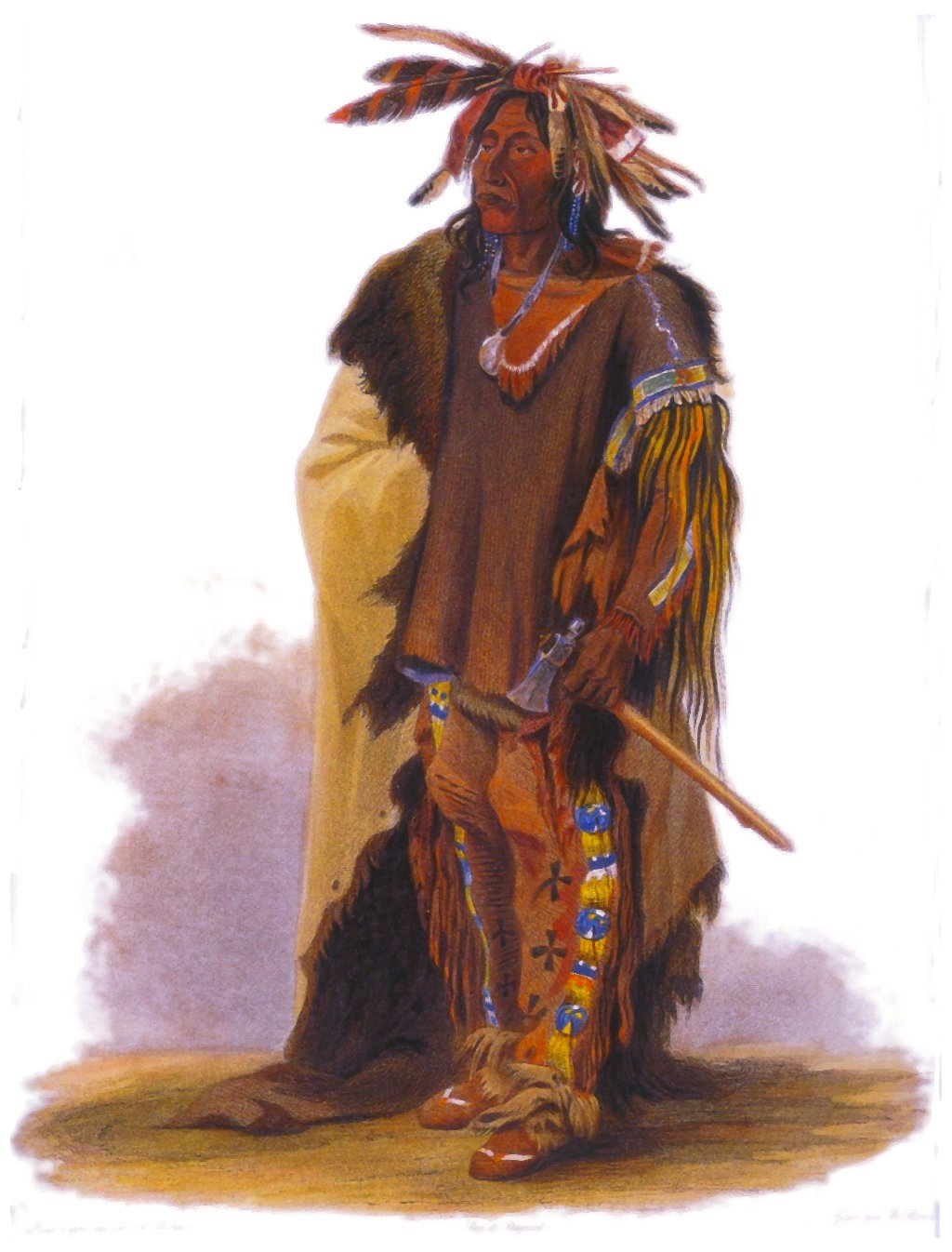
ダコタ族
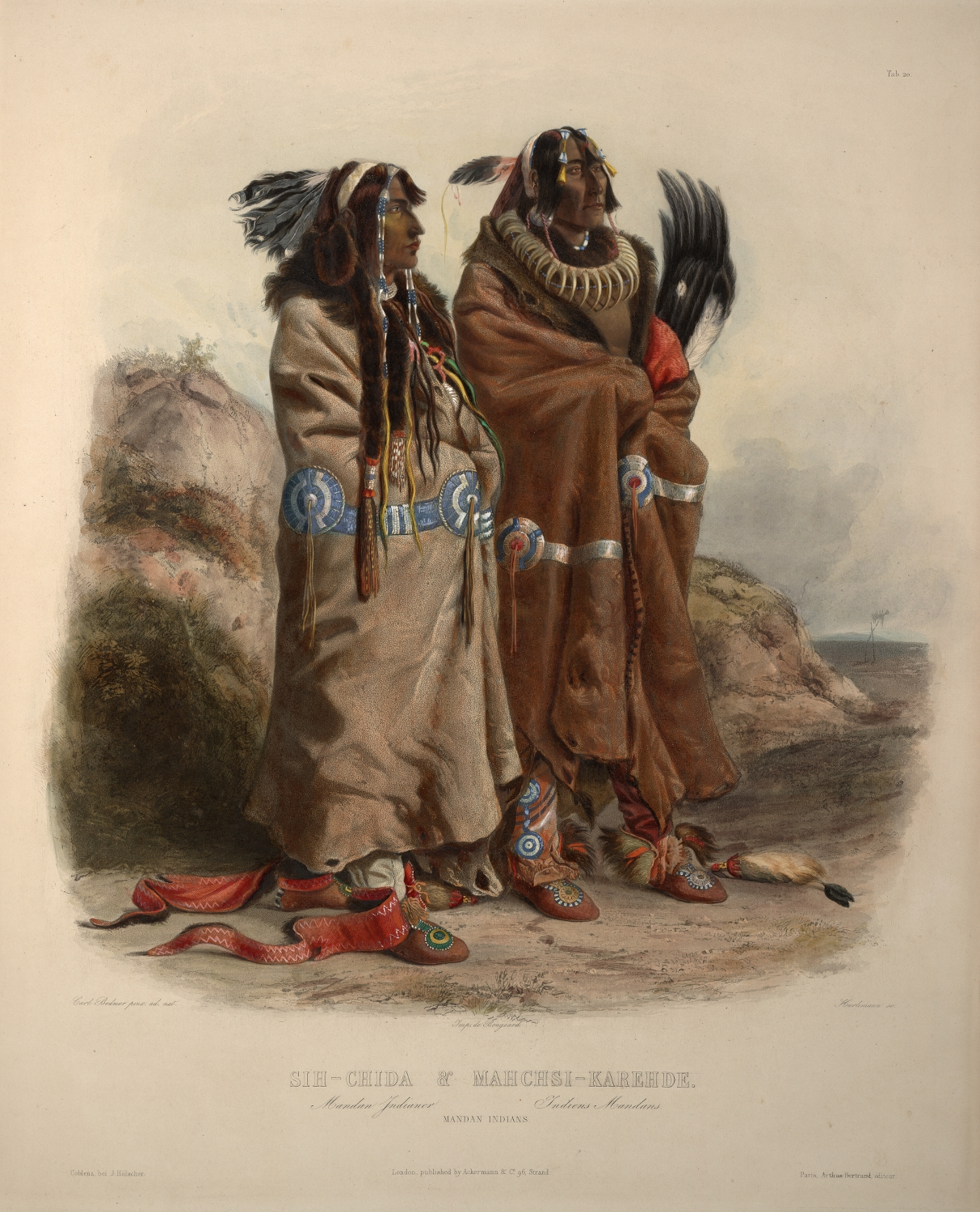
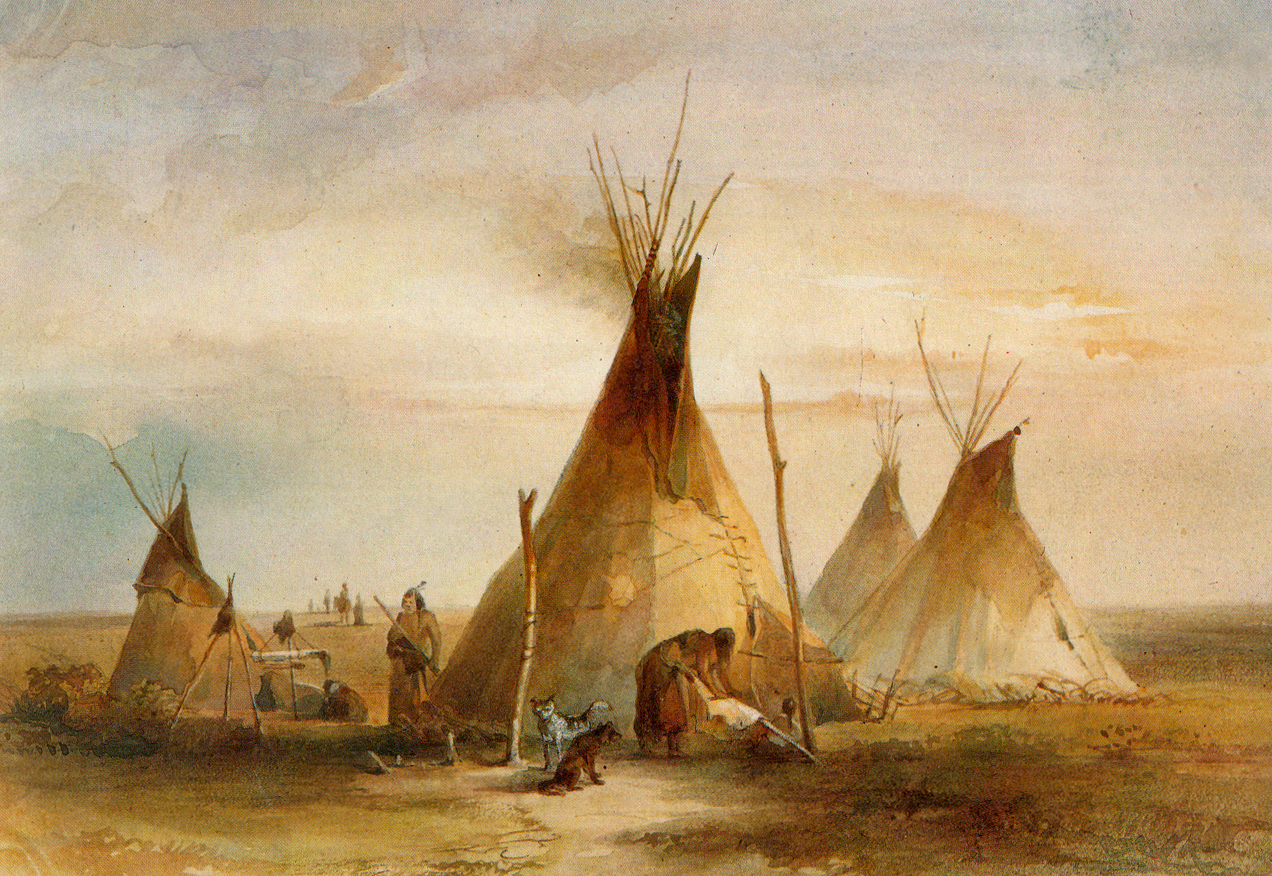
スー族のテント

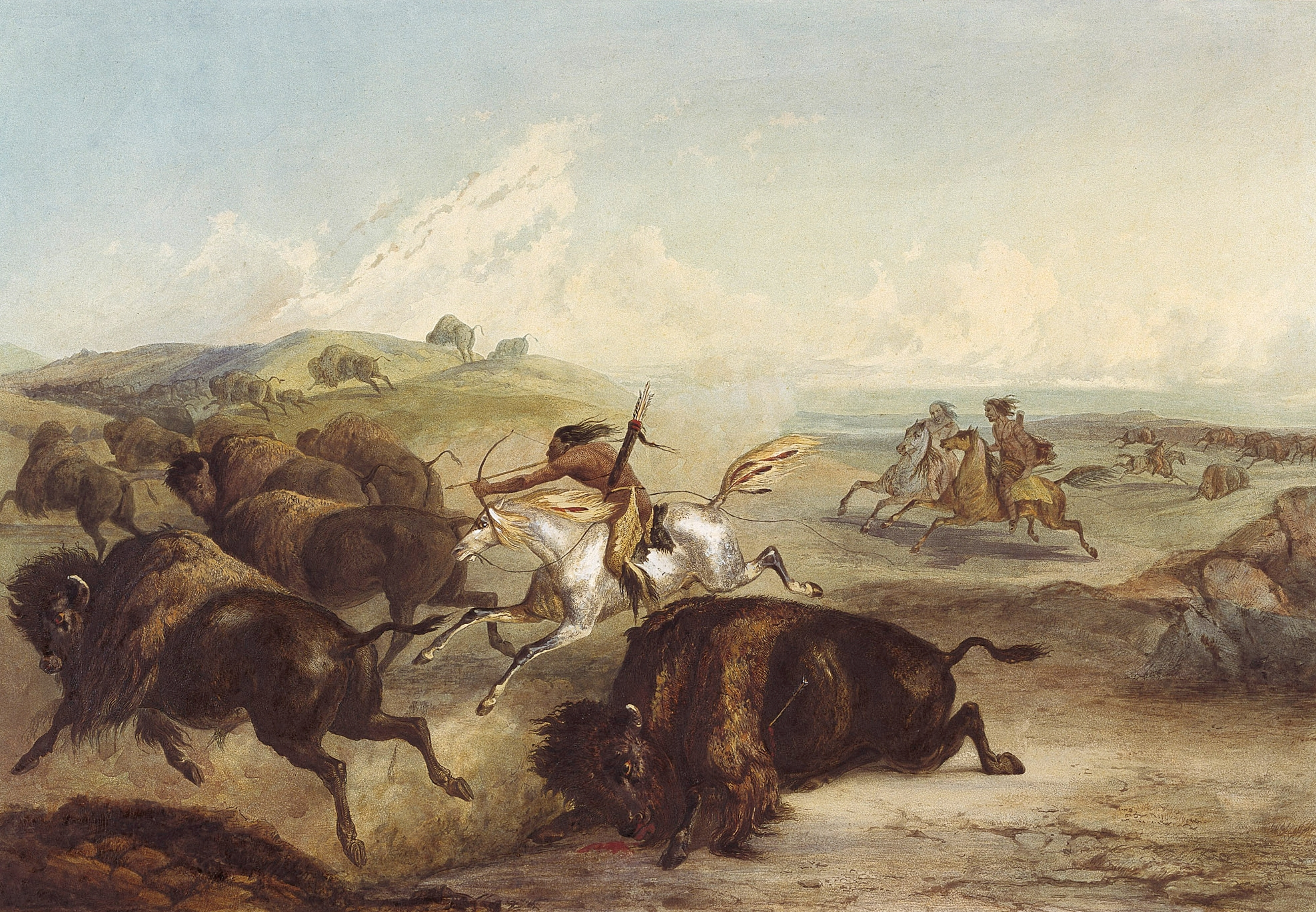
バイソン狩り
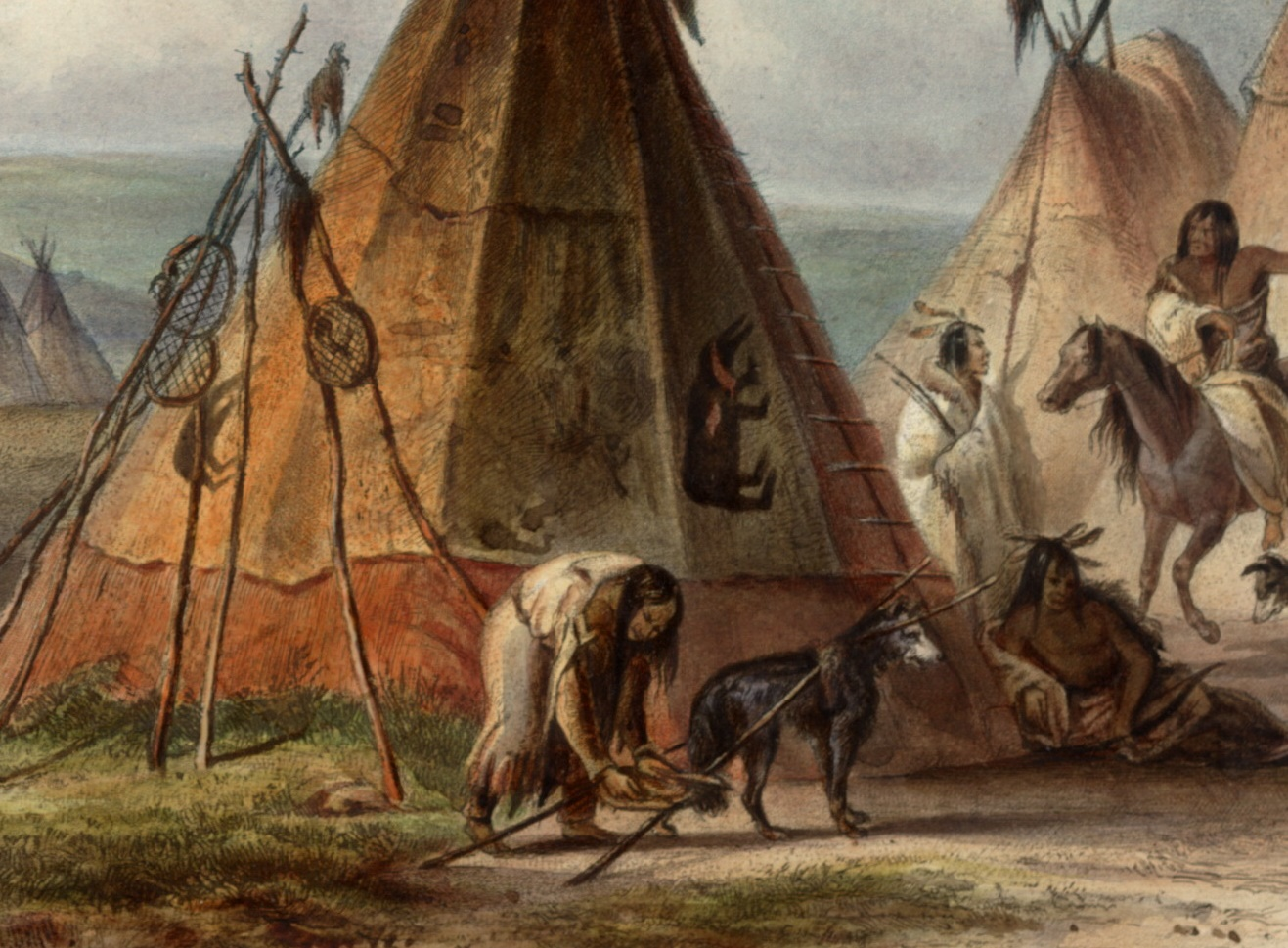
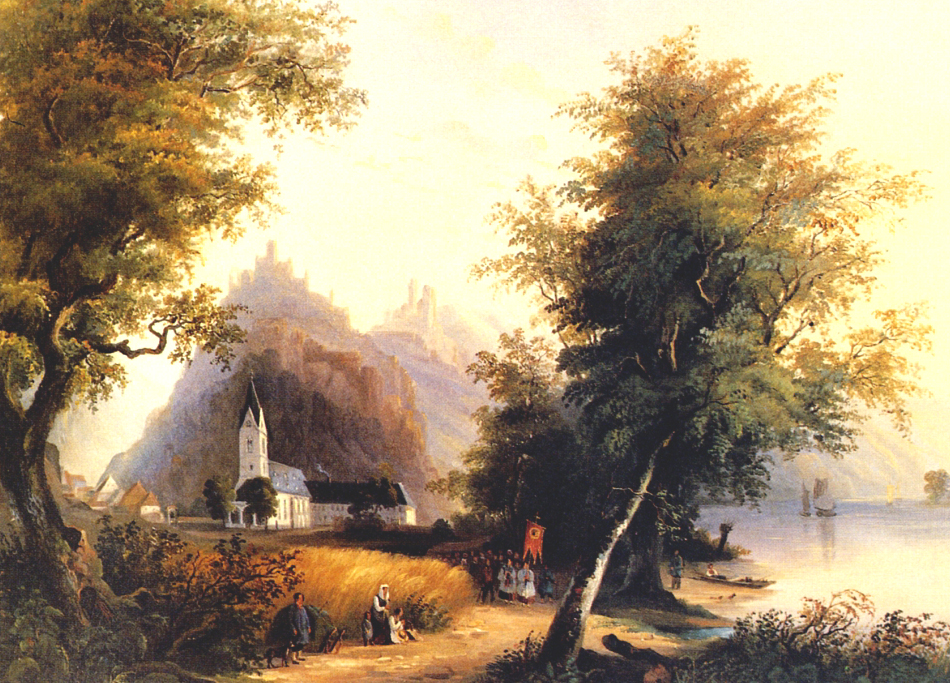
1830年頃の風景画